# Idionyx philippa
Idionyx philippa – gatunek ważki z rodziny Synthemistidae. Endemit Filipin; szeroko rozprzestrzeniony, stwierdzono go na wyspach: Luzon, Mindoro, Samar, Leyte, Panaon, Homonhon, Mindanao, Dinagat i Basilan.